# Ashford (New York)
Ashford è un comune (town) degli Stati Uniti d'America, situato nello stato di New York, nella contea di Cattaraugus.